# Saint-Étienne-de-Tinée
Saint-Étienne-de-Tinée (Occitaans: Sant Estève d'en Tiniá of Sant Estève de Tinèa; Italiaans (verouderd): Santo Stefano di Tinea of Santo Stefano Monti) is een gemeente in het Franse departement Alpes-Maritimes (regio Provence-Alpes-Côte d'Azur). De plaats maakt deel uit van het arrondissement Nice. Saint-Étienne-de-Tinée telde op 1 januari 2022 1.269 inwoners.
De gemeente wordt omgeven door het Nationaal park Mercantour en hele stukken van de gemeente maken deel uit van het beschermde natuurgebied.
In de gemeente werden in 1937, op 1600 meter hoogte, de eerste faciliteiten van het wintersportgebied Auron aangelegd. In 2019 werd in Auron een wedstrijd verreden in het Wereldkampioenschap Trial voor zowel vrouwen als mannen.

## Geografie
De oppervlakte van Saint-Étienne-de-Tinée bedroeg op 1 januari 2022 173,81 vierkante kilometer; de bevolkingsdichtheid was toen 7,3 inwoners per km².
De onderstaande kaart toont de ligging van Saint-Étienne-de-Tinée met de belangrijkste infrastructuur en aangrenzende gemeenten.

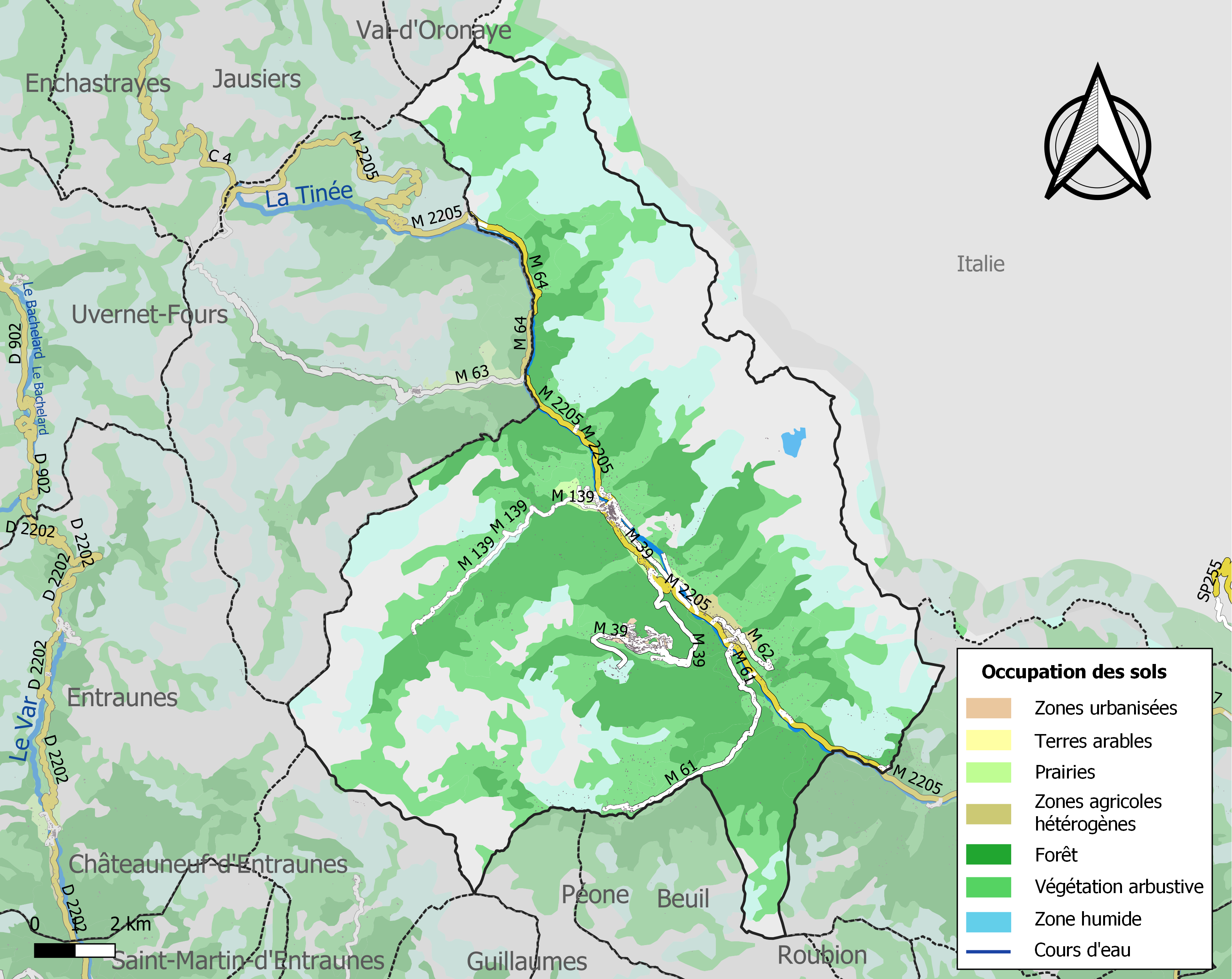

## Demografie
Onderstaande figuur toont het verloop van het inwonertal (bron: INSEE-tellingen).
Vanwege een beveiligingsprobleem met de MediaWiki Graph-software is het momenteel niet mogelijk deze grafiek weer te geven. Zodra de software is bijgewerkt zal de grafiek vanzelf weer zichtbaar worden.